# Herbert Tingsten

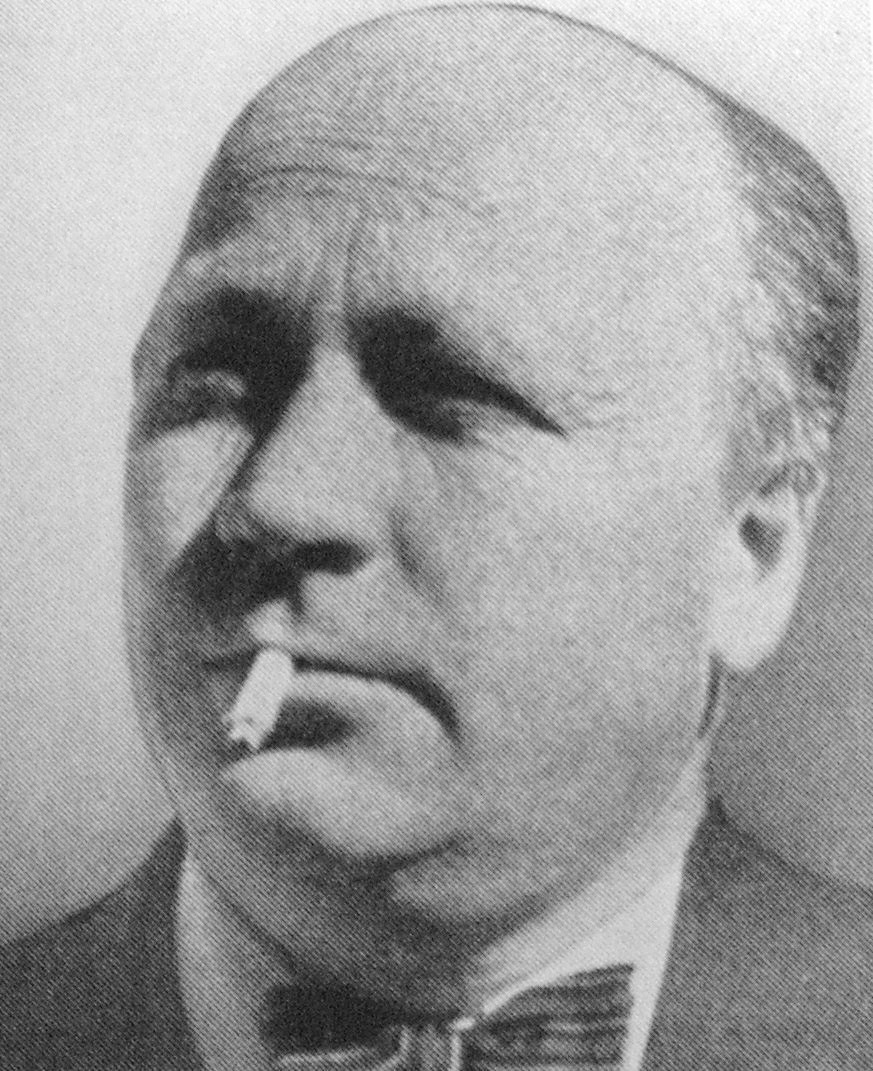
Herbert Tingsten

Herbert Lars Gustaf Tingsten (* 17. März 1896 in Järfälla, Schweden; † 26. Dezember 1973) war ein schwedischer Politikwissenschaftler, Schriftsteller und Journalist. Er war Professor für Politikwissenschaft an der Universität Stockholm von 1935 bis 1946 und Chefredakteur der Zeitung Dagens Nyheter von 1946 bis 1959.

## Leben
Herbert Tingsten war der Sohn des Stadtdieners Karl Tingsten und seiner Frau Elin Bergenstjerna. 1923, während seiner Tätigkeit als Sekretär des schwedischen Parlaments (Schwedisch: Konstitutionsutskottet, KU) beendete er seine Doktorarbeit. Er studierte Philosophie und Rechtswissenschaft an der Universität Uppsala und promovierte 1923 bzw. 1924 in beiden Disziplinen. Im Jahre 1924 habilitierte er sich für Staatswissenschaften an der Universität Uppsala, wo er im Jahre 1935 einen entsprechenden Lehrstuhl als ordentlicher öffentlicher Professor erhielt.

## Politische Positionen
Tingsten wechselte seine politischen Ansichten mehrmals im Laufe seines Lebens. In seiner frühen Jugend war er ein Konservativer und später ein radikaler Linksliberaler. In den 1920er Jahren trat er in die schwedische sozialdemokratische Partei ein und war bei der linken Fraktion der Partei. 1941 Schrieb er Den Svenska Socialdemokratiens Idéutveckling („die ideologische Entwicklung der schwedischen Sozialdemokraten“), wo er die Partei kritisiert, die marxistischen Ziele der Verstaatlichungen der privaten Industrie nicht zu erfüllen. Nach der Lektüre Friedrich August von Hayeks „The Road to Serfdom“ (dt. Der Weg zur Knechtschaft) 1944, wurde Tingsten ein überzeugter Anhänger der freien Marktwirtschaft. 1945 verließ er die Sozialdemokratische Partei. Er war einer der ersten Teilnehmer der Mont Pelerin Society, gegründet 1947.
Tingsten war ein früher Gegner des Nationalsozialismus, vor dem er in den frühen 1930er Jahren gewarnt hat, ebenso wie vor der Bedrohung durch den Kommunismus. Während seiner Zeit als Chefredakteur des Dagens Nyheter Tingsten sprach er sich für die schwedische Mitgliedschaft in der NATO aus. Er unterstützte auch Israel.
In einer Reihe von Büchern und Veröffentlichungen sah Tingsten die großen Probleme der politischen Entwicklungen des 20. Jahrhunderts voraus, wie den Aufstieg des Faschismus, die Apartheid in Südafrika, den Übergang des Sozialismus in der Sozialdemokratie sowie die Notwendigkeit einer demokratischen Vitalität in den westlichen Gesellschaften. Tingsten hatte umfassende Kenntnisse der angelsächsischen und kontinental-europäischen Wissenschaften und Literatur. Er schuf das Konzept des politischen Verhaltens in seinem Buch 1936 und war Pionier der statistischen Wahlanalyse.

## Veröffentlichungen
- Folkomröstningsinstitutet i Nordamerikas Förenta Stater. Stockholm 1923 (schwedisch).
- Konstitutionella fullmaktslagar i modern parlamentaris. Gleerup, Lund 1926 (schwedisch).
- Förbudslagstiftningens resultat i Nordamerikas förenta stater. Stockholm 1927 (schwedisch).
- Studier över konstitutionsutskottets dechargeförfarande : några spörsmål i anknytning till senare praxis. Uppsala 1928 (schwedisch).
- Amerikansk demokrati : grunddragen av Förenta staternas statsliv. Natur och kultur, Stockholm 1929 (schwedisch).
- Studier rörande ministerstyrelse. Stockholm 1929 (schwedisch).
- Regeringsmaktens expansion under och efter världskriget : studier över konstitutionell fullmaktslagstiftning. Gleerup, Lund 1930 (schwedisch).
- Les pleins pouvoirs: l'expansion des pouvoirs gouvernementaux pendant et après la grande guerre. Paris, Librairie Stock 1934 (französische Übersetzung von E. Söderlindh)
- Från parlamentarism till diktatur : fascismens erövring av Italien. Natur och kultur, Stockholm 1930 (schwedisch).
- Utredning angående införande av ett dagordningsinstitut m. m. Nord. bokh. i distr., Stockholm 1935 (schwedisch).
- Den nationella diktaturen : nazismens och fascismens idéer. Bonnier, Stockholm 1936 (schwedisch).
- Herbert Tingsten, Vilgot Hammarling: Political behavior : studies in election statistics. P.S. King, London 1937 (englisch).
- De konservativa idéerna. Bonnier, Stockholm 1939 (schwedisch).
- Den svenska socialdemokratiens idéutveckling. Tiden, Stockholm 1941 (schwedisch).
- Idékritik. Bonnier, Stockholm 1941 (schwedisch).
- Problem i svensk demokrati. Stockholm 1941 (schwedisch).
- Samtidens förbundsstater. Kooperativa förbundet, Stockholm 1942 (schwedisch).
- Debatten om nordisk enhet. Stockholm 1943 (schwedisch).
- Svensk utrikesdebatt mellan världskrigen. Kooperativa förbundet, Stockholm 1944 (schwedisch).
- Engelsk kolonialdebatt. Stockholm 1944 (schwedisch).
- Fred och säkerhet efter andra världskriget : ett svenskt diskussionsinlägg. Kooperativa förbundet, Stockholm 1945 (schwedisch).
- Demokratiens problem. Norstedt, Stockholm 1945 (schwedisch).
- Problem i U.S.A. Bonnier, Stockholm 1948 (schwedisch).
- Argument. Bonnier, Stockholm 1948 (schwedisch).
- Revolutionernas arvtagare : sydamerikanskt perspektiv. Bonnier, Stockholm 1950 (schwedisch).
- Västtysklands problem. Bonnier, Stockholm 1950 (schwedisch).
- Tredje ståndpunkten - en orimlighet. Bonnier, Stockholm 1951 (schwedisch).
- Idéer och genier. Bonnier, Stockholm 1953 (schwedisch).
- Problemet Sydafrika. Bonnier, Stockholm 1954 (schwedisch).
- Parti och politik. Ehlins, Stockholm 1955 (schwedisch).
- Japan. Bonnier, Stockholm 1956 (schwedisch).
- Det hotade Israel. Wahlström & Widstrand, Stockholm 1957 (schwedisch).
- På krigsstigen. Wahlström & Widstrand, Stockholm 1958 (schwedisch).
- På marknadstorget. Wahlström & Widstrand, Stockholm 1958 (schwedisch).
- Åsikter och motiv : [essayer i statsvetenskapliga, politiska och litterära ämnen]. Aldus/Bonnier, Stockholm 1963 (schwedisch).
- Mitt liv. Norstedt, Stockholm 1961 (schwedisch).
- Skall kungamakten stärkas? : kritik av författningsförslaget. Aldus/Bonnier, Stockholm 1964 (schwedisch).
- Viktoria och viktorianerna. Aldus/Bonnier, Stockholm 1965 (schwedisch).
- När Churchill grep makten och andra essayer. Norstedt, Stockholm 1966 (schwedisch).
- Från idéer till idyll : den lyckliga demokratien. Norstedt, Stockholm 1966 (schwedisch).
- Strid kring idyllen. Norstedt, Stockholm 1966 (schwedisch).
- Notiser om liv och död. Norstedt, Stockholm 1967 (schwedisch).
- Dagbok från Amerika. Norstedt, Stockholm 1968 (schwedisch).
- Min politiska horisont och andra essayer. Norstedt, Stockholm 1969 (schwedisch).
- Gud och fosterlandet : studier i hundra års skolpropaganda. Norstedt, Stockholm 1969 (schwedisch).
- När skymningen faller på. Norstedt, Stockholm 1970 (schwedisch).
- Perspektiv på näringslivsdebatten. Stockholm 1970 (schwedisch).
- Sällskap för mina tankar. Norstedt, Stockholm 1971, ISBN 91-1715742-0 (schwedisch).
- Flyktförsök : notiser 1971-1972. Norstedt, Stockholm 1972, ISBN 91-1725682-8 (schwedisch).